# Morten Ramsland

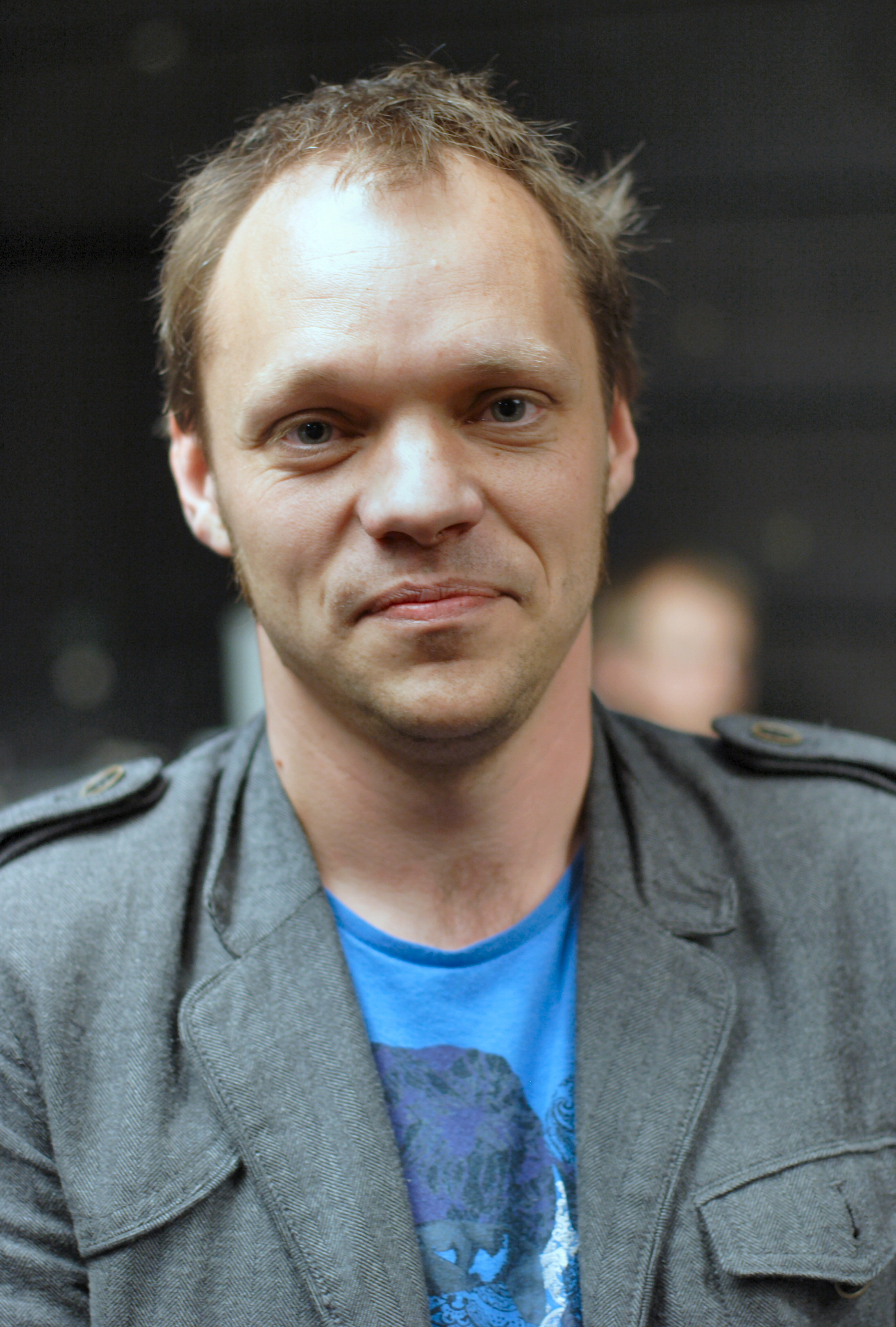
Morten Ramsland

Morten Ramsland född 1971 i Næsby, Odense, Fyn, är en dansk författare.
Morten Ramsland debuterade som författare 1993 med diktsamlingen Når fuglene driver bort. Han har studerat danska och konsthistoria vid Aarhus universitet.
1998 gav han ut romanen Akaciedrømme. Sitt litterära genombrott fick Ramsland 2005 med släktromanen Hundehoved. Romanen tog honom fem år att skriva och inbringade ett flertal priser som till exempel, Boghandlernes gyldne Laurbær, Læsernes Bogpris samt P2 Romanpriset. Romanen är översatt till 13 språk. Ramsland har även utgivit sex bilderböcker för barn.